# Зайков, Сергей Александрович
Зайков Сергей Александрович (род. 23 сентября 1987) — казахстанский легкоатлет, мастер спорта Республики Казахстан международного класса.

## Биография
В 2010 году зачислен в Школу высшего спортивного мастерства. Член основного состава сборной Республики Казахстан по лёгкой атлетике. Тренируется под руководством Заслуженного тренера Республики Казахстан Кольева Виктора Тихоновича.
Участник и призер многих республиканских и международных соревнованиях. На Азиатских играх 2010 года в Ханое установил рекорд Казахстана в беге на 400 метров в помещениях — 47,67.
Участник Олимпиады — 2012 в Лондоне (Олимпийский норматив по группе «В» выполнил на чемпионате Казахстана — 45,67).